# DPRK Today

Một chương trình của DPRK Today

DPRK Today (tiếng Hàn Quốc: 조선의 오늘, tiếng Trung: 今日朝鲜, tiếng Nhật: ちょうせんのこんにち, tiếng Nga: Сегодня Кореи, tiếng Việt: Cộng hoà Dân chủ Nhân dân Hôm nay) là kênh tin tức đối ngoại công khai có trụ sở tại Cộng hòa Nhân dân Trung Hoa do chính phủ Cộng hòa Dân chủ Nhân dân Triều Tiên bảo trợ. Đây cũng là trang tin duy nhất có gắn quảng cáo thương mại của Bắc Triều Tiên.

## Lịch sử
DPRK Today hòa mạng quốc tế vào năm 2014 dưới danh nghĩa trang miền của Thông tấn xã Mẫu Đơn Phong, một doanh nghiệp có vốn Bắc Triều Tiên nhưng đăng kí thương hiệu tại Cộng hòa Nhân dân Trung Hoa.
Nội dung trang này hoàn toàn chỉ đăng tin tức cập nhật từng giây liên quan đến Bắc Triều Tiên nhưng không phải do các kênh truyền thông chính thức tại Bắc Triều Tiên sản xuất, cho nên đây được xem là kênh có lượng tin bài khá độc lập về quốc gia này, dù phương châm hoạt động theo sát hệ thống kiểm duyệt tại Bắc Triều Tiên.
DPRK Today vang danh trong giới truyền thông nhờ các luận điệu đe dọa tấn công hạt nhân vào lãnh thổ Đại Hàn Dân quốc và đặc biệt ủng hộ ứng cử viên Donald Trump đắc cử tổng thống Mỹ trong cuộc chạy đua 2016.
DPRK Today duy trì ngân sách bằng các hoạt động cho thuê quảng cáo và kinh doanh văn hóa phẩm xuất xứ từ Bắc Triều Tiên.